# Inga Borg
Inga Maria Borg, under en tid Grubbström, född 25 augusti 1925 i Stockholm, död 24 oktober 2017 i Nyköping, var en svensk målare, tecknare  och barnboksförfattare. Hon är känd för sina böcker om fantasifiguren Plupp och dennes möten med andra djur. För dessa böcker erhöll hon 1970 Elsa Beskow-plaketten.

## Biografi
Inga Borg var dotter till simmaren Arne Borg och hans fru Elsie. Under hennes barndom flyttade familjen till bland annat Schweiz och Belgien, eftersom fadern var en tidig professionell simmare, vilket gjorde att dottern bytte skola ofta och blev ensam. Figuren Plupp, som hon senare skulle bli känd för, var hennes låtsasvän under uppväxten. Hon tillbringade somrarna hos sina morföräldrar i Dalarna, något som lade grunden till hennes intresse för naturen.
Efter folkskolan studerade hon konst uppdelat på flera perioder för Otte Sköld och Börje Hedlund samt vid Valands målarskola 1947. Hon antogs som elev vid Kungliga konsthögskolan 1949 där hon studerade måleri för Ragnar Sandberg, som också kom att bli hennes mentor.
Som 19-åring kom hon sommaren 1945 för första gången på besök till de svenska fjällen vid en tid då fjällvärlden var orörd och oexploaterad. Under vistelsen i en ödefäbod tecknade hon och målade naturen och djuren omkring henne. Året därefter gifte hon sig med författaren och journalisten Ulf Grubbström, som hon också samarbetade med i boken Slädhundar och fjällfärder (1952) och Jonas med fisken (1953). I samband med det bytte hon efternamn. 1951 fick hon sonen Ante.
Med början i mitten av 1950-talet fick Inga Grubbström stora framgångar med både sitt författarskap och sitt konstnärskap. Hon medverkade under en följd av år i Nationalmuseums utställning Unga tecknare och i  Liljevalchs vårsalong 1950 och 1952. Tillsammans med Ann-Marie Enlund, Per-Olov Grönstrand, Ingrid Hamrell, Evy Låås, Rolf Erling Nygren och Stig Sundin genomförde hon utställningen  Nio Ung, akademielever 1949 på Lilla Paviljongen 1953.
Separat debuterade hon 1955 i Stockholm. Året därefter skilde hon sig från Grubbström och återtog sitt flicknamn. Hennes ateljé låg i Ulriksdal dit många andra tecknare samlades.
Under 1970-talet blev Borg alltmer involverad i Tecknarföreningen FST som senare blev föreningen Svenska Tecknare, där hon sedermera blev ordförande. Hon var med från starten när Svenska Barnboksakademin bildades 1989.
Hon avled den 24 oktober 2017, efter en längre tids sjukdom. Inga Borg är begravd på Norra begravningsplatsen utanför Stockholm.

## Familj
Inga Borgs föräldrar var simmaren Arne Borg och Elsie, ogift Lindberg. Hon var gift två gånger, först 1946–1956 med författaren Ulf Grubbström och sedan 1959–1968 med författaren Lars Björkman.

## Författarskap och konstnärskap
Borg skrev omkring 45 böcker. Stora delar av Borgs konstnärskap handlar om djur och natur, framför allt den flora och fauna som finns i fjällvärlden. Flera av hennes böcker finns översatta till andra språk, inklusive tyska, engelska, finska, nederländska och danska.

### Plupp
Plupp och renarna, den första boken om den lilla fantasifiguren Plupp publicerades 1955 (under namnet Inga Grubbström) på Nordisk Rotogravyr.
Borg fortsatte sedan att skriva ett tjugotal böcker om Plupp, en figur med yvigt blått hår, gulröd halsduk och årstidsfärgad jacka, som kan tala med djuren. Hennes berättelser om Plupps möten med andra varelser i eller utanför den svenska fjällvärlden gjordes med både humor och sakkunskap. Inga Borg definierade Plupp som en könsneutral varelse, och figuren beskrevs som han utan koppling till manliga attribut. Plupp sändes även på TV vid ett par tillfällen under 1960- och 1970-talet.
Inga Borgs sista bok, Plupp och lodjuret, gavs ut 2005.

### Övriga böcker
Borg har även skrivit och (oftast) illustrerat ett antal andra barnböcker, där skildringar av djur, både tama som hundar och katter, och vilda har stått i centrum. Den första av dessa var 1959 års Renen Parrak.  Men i två böcker skildrar hon istället  en ung flickas upplevelser som skilsmässobarn i förorten. Under 1980-talet skrev hon tre böcker med illustrationer av Evy Låås. Hon har även skrivit om Carl von Linné, bland annat i 1979 års I naturens riken (illustrerad av Fibben Hald). Flera av hennes böcker har blivit tecknade serier på TV.

### Annan verksamhet
Inga Borg har illustrerat flera av Zacharias Topelius berättelser, till exempel Prinsessan Lindagull och andra berättelser för Bonniers.
Inga Borg verkade även som översättare.
Borg är representerad vid bland annat Nationalmuseum.

### Plupp
- 1955 – Plupp och renarna
- 1956 – Plupp bygger bo
- 1957 – Plupp gör en långfärd
- 1960 – Plupp och lämlarna
- 1964 – Plupp
- 1967 – Plupp reser till havet
- 1969 – Plupp och fågelberget
- 1971 – Plupp åker flotte (seriealbum)
- 1972 – Plupp reser till Island
- 1977 – Plupp kommer till stan
- 1982 – Hemma hos Plupp
- 1982 – Vinter hos Plupp
- 1982 – Plupp och vårfloden
- 1982 – Plupp och midnattssolen
- 1983 – Plupp och hans vänner
- 1983 – Plupp och björnungarna
- 1983 – Plupp i storskogen
- 1986 – Plupp och havet
- 1986 – Plupp och tranorna
- 1986 – Plupp och vargen
- 1990 – Plupp och Tuva-Kari i Kolmåreskog
- 1991 – Plupp och all världens djur (almanacka)
- 1996 – Kalas hos Plupp
- 1997 – Plupp och renkalven
- 1998 – Plupp och älgen
- 2005 – Plupp och lodjuret

### Övriga böcker
- 1952 –  Slädhundar och fjällfärder (endast illustrationer, text Ulf Grubbström)
- 1953  – Jonas med fisken (endast illustrationer, text Ulf Grubbström)
- 1959 – Renen Parrak
- 1959 – Sampo Lappelill och andra berättelser ur Läsning för barn (endast illustrationer, Zacharias Topelius, urval och bearbetning av Jeanna Oterdahl)[30]
- 1960 – Valters äventyr och andra berättelser ur Läsning för barn (endast illustrationer, Zacharias Topelius, urval och bearbetning av Jeanna Oterdahl)[31]
- 1961 – Bamse Brunbjörn
- 1961 – Prinsessan Lindagull och andra berättelser ur Läsning för barn (endast illustrationer, Zacharias Topelius, urval och bearbetning av Jeanna Oterdahl)[32]
- 1962 – Älgen Trampe
- 1962 – Den röda stugan och andra lekar och sagospel ur Läsning för barn (endast illustrationer, Zacharias Topelius, urval och bearbetning av Jeanna Oterdahl)[33]
- 1963 – Svanen Vingevit
- 1964 – Micke Rödpäls
- 1966 – Tjirr
- 1966 – Agnetas ovanliga dag
- 1968 – Kiiris långa resa under solen
- 1968 – Agnetas dag med pappa
- 1971 – Tobby och Tuss i Villa Matilda
- 1971 – Djuren kring vårt hus
- 1973 – Igelkotten Tryne
- 1974 – Vargas valpar
- 1977 – Dagboksbilder från Island (ill. Ingegerd Möller)
- 1979 – I naturens riken , del 1 och 2 (ill. Fibben Hald)
- 1981 – Giraffen kan inte sova
- 1982 – Lejonmorgon (ill. Evy Låås)
- 1983 – När elefanterna dansar
- 1986 – Dagar med Simba (ill. Evy Låås)
- 1988 – Kor, höns och en lurig gris (med Ulf Nilsson)[34]
- 1989 – I Lejonland (ill. Evy Låås)
- 1990 – Tassa berättar
- 1991 – Hund i Paris
- 1993 – Sommarlammet
- 1995 – Katten Matisse och hans hundar

Översättning
- 1971 – Bill Peet: Klotis, världs-grisen, Carlsen/if (originaltitel: Chester, the Worldly Pig)

## Priser och utmärkelser
- 1970 – Elsa Beskow-plaketten[35]
- 1982 – Litteraturfrämjandets pris (1982)
- 1995 – Knut V. Pettersson-stipendiet